# Hans Prutscher
Hans Prutscher (* 6. Dezember 1873 in Wien; † 25. Januar 1959 ebenda) war ein österreichischer Architekt.

## Leben
Hans Prutscher war der Sohn eines Tischlermeisters, der Architekt Otto Prutscher war sein Bruder. Er erlernte das Tischler- und danach das Maurerhandwerk, als Architekt war er Autodidakt. Er arbeitete zunächst bei verschiedenen Bauunternehmen und Architekturbüros in Österreich und im Ausland. 1898 wurde er selbstständiger Bauunternehmer und führte von 1911 bis 1958 den Tischlereibetrieb seines Vaters. Sowohl als Tischler wie auch als Architekt war er bis ins hohe Alter tätig. Er verkehrte in der Wiener Gesellschaft und erhielt als Architekt zahlreiche Aufträge.
Der Politiker Pius Michael Prutscher war sein Sohn.
Er wurde am Wiener Zentralfriedhof bestattet.

## Bedeutung
Hans Prutscher baute vor dem Ersten Weltkrieg vor allem Wohn- und Geschäftshäuser, danach vermehrt Kirchen und Grabmäler. Er ließ sich zunächst von Otto Wagner inspirieren, nahm aber auch andere Einflüsse der Moderne auf, so dass ihm um 1910 sehr moderne Formfindungen, die in die Zukunft weisen, gelangen. Bei seinen Sakralbauten verdient vor allem die Karmeliterkirche am Stefan-Fadinger-Platz in Wien 10 (1928) Erwähnung, da sie die zweite „Betonkirche“ in Wien war. Prutschers architektonisches Werk zeigt eine starke Neigung zum Kunstgewerblichen und zur Betonung der Schauseiten seiner Gebäude.

## Werke
| Foto  |                 | Baujahr   | Name | Standort                                            | Beschreibung | Metadaten                                                                      |
| ----- | --------------- | --------- | --- | --------------------------------------------------- | --- | ------------------------------------------------------------------------------ |
| ja    | Datei hochladen | 1902      | Miethaus | Wien 18, Köhlergasse 5 Standort                     | | P84(Architekt):Hans Prutscher P131(Ort):Wien Region-ISO:AT-9                   |
| ja    | Datei hochladen | 1903      | Miethaus | Wien 6, Gumpendorferstraße 74 Standort              | Anmerkung: Mit Hermann Stierlin | P84(Architekt):Hans Prutscher, Hermann Stierlin P131(Ort):Wien Region-ISO:AT-9 |
| ja BW | Datei hochladen | 1903–1905 | Ehem. Meidlinger Trainkaserne heute Heckenast-Burian-Kaserne und Landesgendarmerie-Kommando für Niederösterreich HERIS-ID: 29014 Objekt-ID: 25633 | Wien 12, Ruckergasse 62 Standort                    | Anmerkung: mit Rudolf Tropsch | P84(Architekt): P131(Ort):Wien Region-ISO:AT-9                                 |
| ja    | Datei hochladen | 1904      | Wildbrethandlung Zitterbart | Wien 6, Esterházygasse 25 Standort                  | Anmerkung: Vestibül, Innenraumgestaltung | P84(Architekt): P131(Ort):                                                     |
| BW    | Datei hochladen | 1904–1905 | Miethaus | Wien 1, Franz-Josefs-Kai 5 Standort                 | Anmerkung: mit Hermann Stierlin | P84(Architekt): P131(Ort):                                                     |
| ja    | Datei hochladen | 1908      | Villa Kreczy | Wien 13, Münichreiterstraße 19 Standort             | Anmerkung: damals Unter-St.-Veiter-Allee | P84(Architekt):Hans Prutscher P131(Ort):Wien Region-ISO:AT-9                   |
| ja    | Datei hochladen | 1908      | Portal | Wien 1, Stubenring                                  | zerstört | P84(Architekt): P131(Ort):                                                     |
| ja    | Datei hochladen | 1909      | Grabmal Stidl HERIS-ID: 29474 Objekt-ID: 26119 | Hoheneich, NÖ Standort                              | | P84(Architekt): P131(Ort):Hoheneich Region-ISO:AT-3                            |
| BW    | Datei hochladen | 1909      | Grabmal Familie Prutscher | Wien Standort                                       | | P84(Architekt): P131(Ort):                                                     |
| ja BW | Datei hochladen | 1909      | Pfarrkirche Hl. Margaretha HERIS-ID: 10270 Objekt-ID: 6323                                                                                        | Marchegg, NÖ Standort                               | Anmerkung: Nischenaltar | P84(Architekt): P131(Ort):Marchegg Region-ISO:AT-3                             |
|       | Datei hochladen | 1909      | Domcafé | Wien 1, Singerstraße 10                             | zerstört | P84(Architekt): P131(Ort):                                                     |
|       | Datei hochladen | 1910      | Portal und Geschäftslokal der Buchhandlung Frick                                                                                                  | Wien 1, Graben 27 Standort                          | zerstört | P84(Architekt): P131(Ort):                                                     |
| ja BW | Datei hochladen | 1910      | Umbau Schloss Datschitz · Wikidata | Mähren / CZ Standort                                | Anmerkung: Freilegung der Kolonnaden | P84(Architekt): P131(Ort):Dačice I Region-ISO:CZ-31                            |
| ja    | Datei hochladen | 1910      | Villa Meran HERIS-ID: 8767 Objekt-ID: 4727 | Herthergasse 5 Standort                             | | P84(Architekt): P131(Ort):Klosterneuburg Region-ISO:AT-3                       |
| ja    | Datei hochladen | 1911      | Miethaus „Elsahof“ | Wien 7, Neubaugasse 25 Standort                     | [ 3 ] | P84(Architekt):Hans Prutscher P131(Ort):Wien Region-ISO:AT-9                   |
| ja    | Datei hochladen | 1911      | Wohn- u. Geschäftshaus C. Fromme | Wien 5, Nikolsdorfergasse 7–11 Standort             | | P84(Architekt):Hans Prutscher P131(Ort):Wien Region-ISO:AT-9                   |
|       | Datei hochladen | 1911      | Herrenmodengeschäft Berecz & Lobl | Wien 1                                              | | P84(Architekt): P131(Ort):                                                     |
|       | Datei hochladen | um 1911   | Hutgeschäft Heinrich | Wien 1                                              | | P84(Architekt): P131(Ort):                                                     |
|       | Datei hochladen | um 1911   | Delikatessenhandlung Mathias Stalzer | Wien 1                                              | | P84(Architekt): P131(Ort):                                                     |
|       | Datei hochladen | um 1911   | Schirmgeschäft Carl Hägendorfer | Wien 1                                              | | P84(Architekt): P131(Ort):                                                     |
|       | Datei hochladen | 1912      | Bekleidungshaus Grünbaum | Karlsbad, Böhmen / Karlovy Vary, CZ                 | | P84(Architekt): P131(Ort):                                                     |
| ja    | Datei hochladen | 1912      | Miethaus „Paula-Hof“ | Wien 7, Westbahnstraße 26 Standort                  | | P84(Architekt):Hans Prutscher P131(Ort):Wien Region-ISO:AT-9                   |
| ja    | Datei hochladen | 1912      | Bürogebäude des Glasbiegewerks Bednar HERIS-ID: 46279 Objekt-ID: 48013                                                                            | Wien 16, Maroltingergasse 54 Standort               | | P84(Architekt): P131(Ort):Ottakring Region-ISO:AT-9                            |
| ja    | Datei hochladen | 1912–1913 | Miethaus mit Kinosaal HERIS-ID: 30229 Objekt-ID: 26963                                                                                            | Wien 7, Lerchenfelderstraße 35 Standort             | | P84(Architekt): P131(Ort):Neubau Region-ISO:AT-9                               |
| ja    | Datei hochladen | 1913      | Schloss Heroldeck HERIS-ID: 46422 Objekt-ID: 48437                                                                                                | Hof, Millstatt, Kärnten Standort                    | → Hauptartikel : Schloss Heroldeck f1 | P84(Architekt): P131(Ort):Millstatt am See Region-ISO:AT-2                     |
| ja    | Datei hochladen | 1913      | Miethaus „Bei den zwei Linden“ | Wien 4, Danhausergasse 10 Standort                  | | P84(Architekt):Hans Prutscher P131(Ort):Wieden Region-ISO:AT-9                 |
| BW    | Datei hochladen | 1913      | Hoftrakt bei Villa | Wien 18, Dr. Heinrich-Maier-Straße 33 Standort      | | P84(Architekt): P131(Ort):                                                     |
| ja    | Datei hochladen | 1913–1914 | Wohn- u. Geschäftshaus HERIS-ID: 32050 Objekt-ID: 29100                                                                                           | Wien 1, Friedrichstraße 4 Standort                  | | P84(Architekt): P131(Ort):Innere Stadt Region-ISO:AT-9                         |
| BW    | Datei hochladen | 1914      | Möbelfabrik J.Müller | Wien 6, Webgasse 35 Standort                        | | P84(Architekt): P131(Ort):                                                     |
| ja    | Datei hochladen | 1917      | Christkönigskirche, Russenkirchlein HERIS-ID: 56743 Objekt-ID: 66304                                                                              | Wien 22, Wagramer Straße 17 Standort                | Anmerkung: 1933 Erweiterung um Majolikarelief Gekreuzigter mit Soldaten (Ausführung A. Fleischmann und Metallumfriedung Ausführung W. Dorbrilz)       | P84(Architekt): P131(Ort):Wien Region-ISO:AT-9                                 |
| BW    | Datei hochladen | 1923–1924 | Villa Hübel | Aussig / Usti nad Labem, Roosveltova 2, CZ Standort | | P84(Architekt): P131(Ort):                                                     |
| ja    | Datei hochladen | 1924–1925 | Geschäftslokal Juwelier Hügler HERIS-ID: 22799 Objekt-ID: 19142                                                                                   | Bad Gastein, Staubingerplatz, Salzburg Standort     | → Hauptartikel : Hotel Badeschloss f1 | P84(Architekt): P131(Ort):Bad Gastein Region-ISO:AT-5                          |
| ja    | Datei hochladen | 1924–1926 | Klosterkirche zum Göttlichen Heiland HERIS-ID: 29881 Objekt-ID: 26547                                                                             | Wien 7, Kaiserstraße 23 Standort                    | Anmerkung: Erweiterung und Ausstattung | P84(Architekt): P131(Ort):Neubau Region-ISO:AT-9                               |
| ja    | Datei hochladen | 1926      | Kloster der Töchter des Göttlichen Heilands HERIS-ID: 29890 Objekt-ID: 26567                                                                      | Wien 7, Kaiserstraße 25–31 Standort                 | | P84(Architekt): P131(Ort):Neubau Region-ISO:AT-9                               |
| ja    | Datei hochladen | 1928      | Minoritenkonvikt HERIS-ID: 47789 Objekt-ID: 51103                                                                                                 | Antoniuskapelle, Wien 8, Alser Straße 17 Standort   | Anmerkung: Das Innere zerstört. 1956 neuerlich umgebaut (Hans Petermair).                                                                             | P84(Architekt): P131(Ort):Wien Region-ISO:AT-9                                 |
|       | Datei hochladen | 1928      | Kassensaal der Wiener Städtischen Elektrizitätswerke                                                                                              | zu Wien 6, Esterházygasse 25 Standort               | zerstört | P84(Architekt): P131(Ort):                                                     |
| ja    | Datei hochladen | 1928–1942 | Karmeliterkirche Maria vom Berge Karmel HERIS-ID: 48032 Objekt-ID: 51413                                                                          | Wien 10, Stefan-Fadinger-Platz 1 Standort           | Anmerkung: Anstelle einer 1915 ebenfalls von Prutscher errichteten Notkirche. Nach Kriegsschäden 1957/58, Umgestaltung durch Helene Koller-Buchwieser | P84(Architekt): P131(Ort):Wien Region-ISO:AT-9                                 |
| ja    | Datei hochladen | 1929–1931 | Kirche St. Josef HERIS-ID: 57979 Objekt-ID: 68361                                                                                                 | Bodensdorf am Ossiacher See, Kärnten Standort       | → Hauptartikel : Pfarrkirche St. Josef am Ossiacher See f1                                                                                            | P84(Architekt): P131(Ort):Steindorf am Ossiacher See Region-ISO:AT-2           |
| ja    | Datei hochladen | 1931      | Inzersdorf-Neustifter Pfarrkirche Maria Hilfe der Christen                                                                                        | Wien 23, Don-Bosco-Gasse 14 Standort                | Anmerkung: 1948 Umbau durch Josef Vytiska, 1966 Erweiterung durch Herbert Schmid                                                                      | P84(Architekt): P131(Ort):Liesing Region-ISO:AT-9                              |
| ja    | Datei hochladen | 1948–1950 | Innungshaus der Wiener Tischler | Wien 4, Ziegelofengasse 31 Standort                 | Anmerkung: Neugestaltung der Fassade, Kratzputzbilder von Franz Gruß                                                                                  | P84(Architekt):Hans Prutscher, Franz Simlinger P131(Ort):Wien Region-ISO:AT-9  |
| ja BW | Datei hochladen | 1953      | Miethaus | Wien 1, Stock-im-Eisen-Platz 1 Standort             | Anmerkung: Wiederaufbau und Innenausstattung | P84(Architekt): P131(Ort):                                                     |
|       | Datei hochladen |           | Klostergrabmal am Zentralfriedhof | Wien 10                                             | | P84(Architekt): P131(Ort):                                                     |
| BW    | Datei hochladen |           | Damensalon im Warenhaus Gustav Pollak & Bruder | Wien 1 Standort                                     | | P84(Architekt): P131(Ort):                                                     |

## Schriften
- Auslese meiner Arbeiten 1898–1928. Selbstverlag, Wien 1929, OBV.